# Oleg Mutu
Oleg Mutu (n. 22 iulie 1972, Chișinău) este un operator de imagine român, originar din Republica Moldova, laureat de două ori al Premiului Gopo pentru cea mai bună imagine, precum și deținător a altor premii cinematografice internaționale.

## Filmografie cadirector de imagine

### Filme de scurt metraj
- Mariana (1997), regia Cristian Mungiu, 18 minute, [2]
- Mâna lui Paulista (1998), regia Cristian Mungiu, 15 minute, [3]
- Telefon în străinatate (1998), regia Hanno Höfer, 8 minute, [4]
- Dincolo (2000), regia Hanno Höfer, 18 minute, [5]
- Zapping, regia Cristian Mungiu, 15 minute, [6]
- Corul pompierilor (2000), regia Cristian Mungiu, 30 de minute, [7]
- Nici o întâmplare (2000), regia Cristian Mungiu, 16 minute, [8]
- Ajutoare umanitare (2002), regia Hanno Höfer, 17 minute, [9]
- Stuff That Bear! (2003), regia Bruno Coppola, 19 minute, [10]
- Un cartus de Kent și un pachet de cafea (2004), regia Cristi Puiu, 15 minute, [11]
- One Shot Wonder (2006), regia Cătălin Leescu, 7 minute, [12]
- Cod roșu (2012), regia Hanno Höfer,[13]

### Filme de lung metraj
- Occident (2002) - operator imagine
- Lost and Found (2005) - segmentul Legenda curcanului zburător[14]
- Moartea domnului Lăzărescu (2005) - director de imagine
- What Means Motley? (2006), film american, regia John Ketchum și John Riley, distribuție mixtă româno-americană,[15]
- 4 luni, 3 săptămâni și 2 zile (2007), regia Cristian Mungiu, [16]
- Amintiri din Epoca de Aur 1: Tovarăși, frumoasă e viața! (2009) - director de imagine (împreună cu Alex Sterian și Liviu Mărghidan)
- Amintiri din Epoca de Aur 2: Dragoste în timpul liber (2009) - director de imagine (împreună cu Alex Sterian și Liviu Mărghidan)[17]
- Schaste moe - Bucuria mea (2010), regia Serghei Loznitsa, [18]
- Sâmbătă inocentă - V subbotu (2011), regia Aleksandr Mindadze[19]
- După dealuri (2012), regia Cristian Mungiu[20]
- În ceață (2012)
- La limita de jos a cerului (2013), regia Igor Cobileanski,
- Vara s-a sfârșit (2016), regia Radu Potcoavă[21][22]

### Filme documentare
- Nadia Comăneci, regia Hanno Höfer, film documentar de televiziune din seria 100 mari români[23]

### Seriale de televiziune
- Lombarzilor 8 (2006) [24]

## Producător de filme
- 4 luni, 3 săptămâni și 2 zile (2007), regia Cristian Mungiu.
- Amintiri din Epoca de Aur 1: Tovarăși, frumoasă e viața! (2009) - împreună cu Cristian Mungiu
- Amintiri din Epoca de Aur 2: Dragoste în timpul liber (2009) - împreună cu Cristian Mungiu
- Silent Places, scurt metraj, co-producător, regia Simona Deaconescu.[25]